# Alain De Levita
 (octobre 2018).
Pour les articles homonymes, voir De Levita.
 Alain De Levita, né le 19 avril 1959 à Amsterdam, est un réalisateur et producteur néerlandais.

## Biographie
Alain De Levita a un frère jumeau, Robin De Levita, qui exerce le métier de producteur.

## Filmographie

### Comme réalisateur
- 1999 : Baantjer, de film: De Cock en de wraak zonder einde[3]

### Comme producteur
- 2001 : Liefje d'Emile Fallaux
- 2009 : The Storm de Ben Sombogaart
- 2010 : Happily Ever After de Pieter Kramer
- 2010 : Fuchsia, la petite sorcière de Johan Nijenhuis
- 2011 : Time to Spare de Job Gosschalk
- 2011 : The Strongest Man in Holland de Mark de Cloe
- 2012 : Taped de Bart Westerlaken
- 2014 : Rhubarb de Mark de Cloe
- 2014 : The Power of the Heart de Drew Heriot
- 2016 : Tonio de Paula van der Oest
- 2016 : In My Father's Garden de Ben Sombogaart
- 2016 : The Body Collector de Tim Oliehoek
- 2017 : Younger Days de Paula van der Oest
- 2017 : Voor Elkaar Gemaakt de Martijn Heijne
- 2018 : The Resistance Banker de Joram Lürsen
- 2020 : The Bay of Silence de Paula van der Oest

## Crédit d'auteurs
- (nl) Cet article est partiellement ou en totalité issu de l’article de Wikipédia en néerlandais intitulé « Alain de Levita » (voir la liste des auteurs).